# Udita Goswami
Udita Goswami (ur. 2 września 1984) – indyjska modelka i aktorka pochodząca z Asamu. Nominowana do nagrody za najlepszy debiut za rolę w filmie Paap. Przełomowa rola w Zeher.

## Filmografia
| Rok  | Film                      | Rola             | Uwagi     |
| ---- | ------------------------- | ---------------- | --------- |
| 2003 | Paap                      | Kaya             | debiut    |
| 2005 | Kisse Pyaar Karoon        |                  |           |
| 2005 | Amar Joshi Shahid Ho Gaya |                  |           |
| 2005 | Zeher                     | Anna Verghese    |           |
| 2006 | Aksar                     | Sheena Roy Singh |           |
| 2006 | Dil Diya Hai              |                  | gościnnie |
| 2007 | Aggar                     | Janvi            |           |